# Josef Wilhelm Stockhausen
Josef Wilhelm Stockhausen (* um 1900; † 1960 in Neunkirchen) war ein deutscher Architekt, der im Saarland wirkte.

## Leben
Über Stockhausens Ausbildung ist nichts bekannt, ab etwa 1930 ließ er sich als freischaffender Architekt in Neunkirchen/Saar nieder. Er war ab 1936 Kreisbeauftragter der Reichskammer der bildenden Künste und Vertrauensarchitekt des Amtes „Schönheit der Arbeit“ im Gau Saarpfalz. Nach 1945 gründete er Architekturbüros in Neunkirchen/Saar und Saarbrücken. Im Jahr 1956 verlagerte er seine Tätigkeit ganz nach Neunkirchen.
Zu den frühesten Arbeiten gehört die Erweiterung der kath. Pfarrkirche Herz-Jesu in Spiesen-Elversberg. Nach dem Zweiten Weltkrieg kümmerte er sich insbesondere um den Wiederaufbau zerstörter Sakralbauten im Saarland. Von September 1949 bis Februar 1951 war er Vorstandsmitglied der Architektenkammer des Saarlandes. Ab den 1950er Jahren widmete er sich vor allem dem Neubau von Pfarrkirchen, darunter die Marienkirche in Oberlinxweiler, die kath. Pfarrkirche Herz-Jesu. Zu seinen wichtigsten Profanbauten gehört das Hallenbad in Neunkirchen/Saar mit seinem hängenden Dach, da lange als nahezu einmalig in Deutschland galt.

## Werke

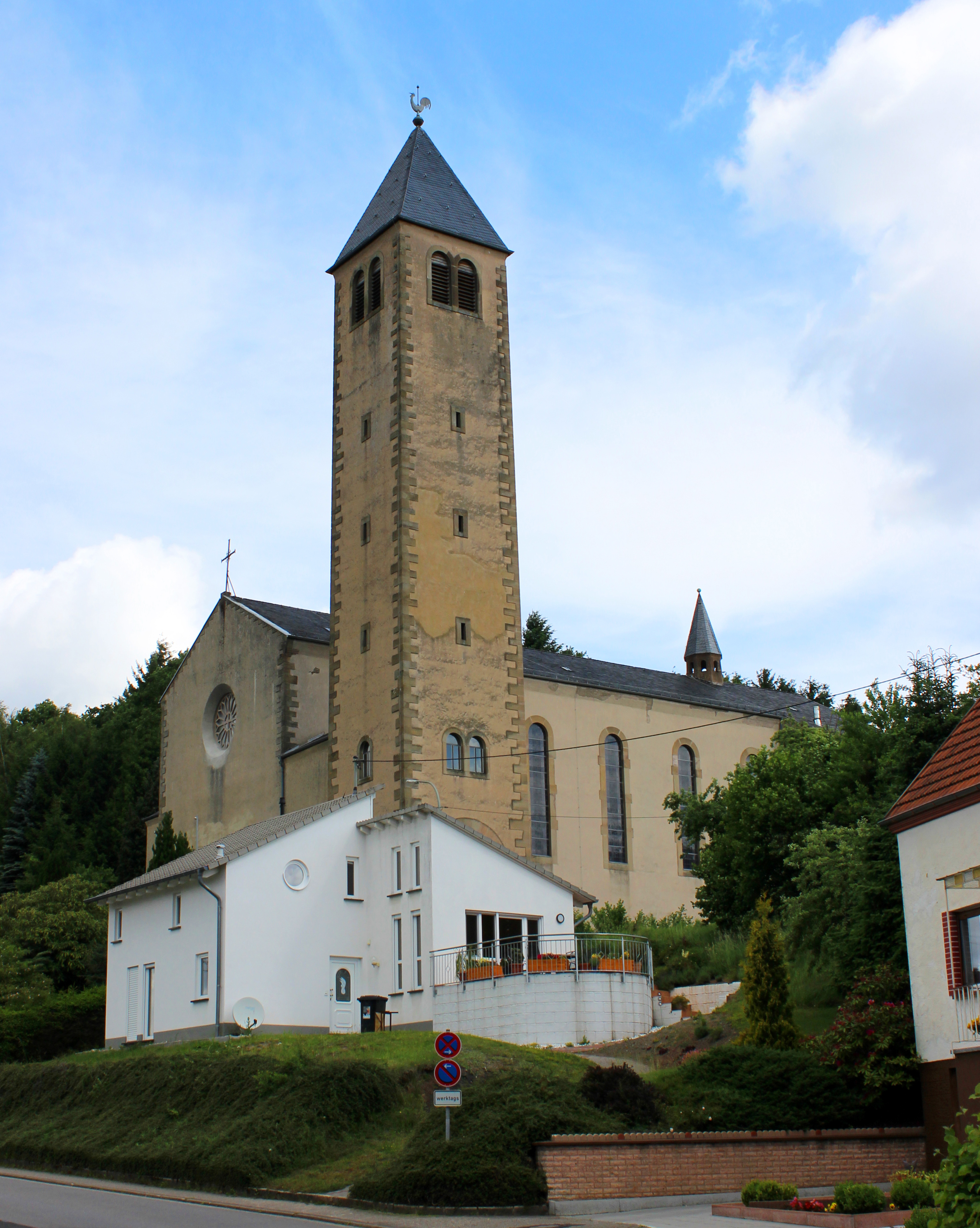
St. Willibrord in Baltersweiler

- 1928: Erweiterung (Sakristei) der kath. Pfarrkirche Herz-Jesu, Spiesen-Elversberg
- 1932–1934: Ehrenmal für die Gefallenen der Stadt Neunkirchen
- 1937/38: Feierabendhaus, Neunkirchen
- 1938: Aufstockung Geschäftshaus (1923 von Fritz Voggenberger), Unterer Markt 3, Neunkirchen
- 1947–1950: kath. Pfarrkirche St. Willibrord, Namborn, Baltersweiler
- 1948–1954: veränderter Wiederaufbau der kath. Pfarrkirche St. Anna (1929/30 von Hans Herkommer), Alsfassen, St. Wendel
- 1948/49: Wiederaufbau/Umbau kath. Pfarrkirche St. Peter und Paul, Losheim am See
- 1951/52: Neubau kath. Kirche St. Marien, Oberlinxweiler
- 1952/53: Neubau Glockenturm, kath. Pfarrkirche St. Aloysius, Steinbach, Lebach,
- 1952–1954: Neubau kath. Pfarrkirche Herz-Jesu (Mitarbeit Rudolf M. Birtel), Neunkirchen
- 1954: Saarländische Kreditbank (gemeinsam mit Herbert Lück), Lindenallee, Neunkirchen
- 1955: Umbau und Erweiterung Neunkirchener Bank, Neunkirchen
- 1955–1961: Stadtbad (Mitarbeit Hans Hottinger), Neunkirchen (abgerissen)
- 1957: Ehrenmal für die Toten des Zweiten Weltkriegs, Mozartplatz, Neunkirchen
- 1958: Restaurierung/Neufassung des Denkmals für das Artillerieregiment von Holtzendorff, Saarlouis